# NGC 6543
Маглина Мачије око или NGC 6543, је релативно светла планетарна маглина у северном сазвежђу Змај, коју је открио Вилхелм Хершел 15. фебруара, 1786. То је била прва планетарна маглина чији је спектар испитиван од стране енглеског астрономског аматера Вилијама Хугинса, показујући да су планетарне маглине гасовите и да нису савршене у природи. Структурно, објекат има слике високе резолуције свемирског телескопа Хабла који открива чворове, авионе, мехуриће и сложене лукове, који се осветљавају у централној топлотној планетарној маглини језгра или PNN. То је добро проучавани објекат који је примећен са радија рендгенских таласних дужина.
Деклинација објекта је + 66° 38' 1" а ректасцензија 17h 58m 33,4s. Привидна величина (магнитуда) објекта NGC 6543 износи 8,1 а фотографска магнитуда 8,8. NGC 6543 је још познат и под ознакама PK 96+29.1, 7ZW 759, CS=11., Cat eye nebula.

## Опште информације
NGC 6543 је објекат, дубоко на небу, високе северне деклинације и налази се поред привидне позиције на северном полу еклиптике. Она има комбиновану магнитуду од 8,1, са високом површином сјаја. Његова мала светла унутрашња маглина се налази наспрам просека 16.1 лукова, са спољним истакнутим кондензацијама око 25 лукова. Дубоке слике откривају проширени ореол око 300 лукова или 5 лучних минута по ширини, који је некада избачен од стране централне пра звезде током фазе црвеног џина
Запажања показују да светла маглина има температуру између 7000 и 9000 К, чија је густина просеку око 5000 честица по кубном центиметру. Њен спољни ореол има већу температуру  од око 15000 К, али је много мање густине. Брзина брзог звезданог ветра око 1900 km/s, при чему спектроскопска анализа показује тренутну брзину масовних просека губитка 3,2 × 10-7 соларних маса на годишњем нивоу, што је еквивалентно двадесет милијарди тона у секунди (20 Eg/s)
Површинска температура централних звезда је око 80000 К, она постаје 10000 пута светлија у односу на Сунце. Хардварска спректална класификација је О7 + [WR] -тип звезде. Прорачуни показују да је централна звезда преко једне соларне масе, са теоријског почетка 5 соларних маса. Полупречник је око 0.65 пута већи од полупречника Сунца или 910000km.
Маглина Мачије око, дата у неким изворима, се налази на око три хиљаде светлосних година удаљена од Земље.

## Запажања
Мачије око је била прва планетарна маглина која се може посматрати спектроскопом Вилијама Хугинса 29. августа 1864. Хугинсова запажања, која су показала да је спектар маглине неконтинуалан и направљен од неколико светлих линија емисије, први показатељ те планетарне маглине се састоји од слаба јонизованог гаса. Спектроскопске опсервације на овим таласним дужинама се користи у изобиљу опредјељења, а слике на овим таласним дужинама су коришћене да открију компликовану структуру маглине.

### Инфраред запажања
Запажања NGC 6543 у далеко-инфрацрвеним таласним дужинама (око 60 μm) откривају присуство звездане прашине на ниским температурама. За прашине се верује да су се формирале током последњих фаза живота пра звезде. Она апсорбује светлост из централне звезде и поново га зрачи на инфрацрвеним таласним дужинама. Спектар емисије инфрацрвене прашине значи да је температура прашине око 85K , док је маса прашине процењена на 6,4 × 10-4 соларних маса.
Инфрацрвена емисија такође открива присуство ун-јонизованог материјала, као што је молекуларни водоник (H2) и аргон. У многим планетарним маглинама, молекуларна емисија је највећа на већим удаљеностима од звезде, где су више материјала УН-јонизовани, али молекуларни водоник емисије у NGC 6543 изгледа светао на унутрашњеој ивици њеног спољнег ореола. Ово може бити последица ударних таласа (H2 због померања различитих бизина сударања. Општи изглед малине Мачје око које је у инфрацрвеним таласним дужинама (2-8μm) је сличан у видљивој светлости.

### Оптичка, ултра љубичаста запажања
Слика Хабла, свемирског телескопа произведена је овде у лажним бојама, дизајнирана да истакне регионе високе и ниске јонизације. Три слике су одведене у филтере изоловане светлости коју емитује појединачно јонизовани водоник на 656,3 nm, појединачно јонизовани азот на 658,4 nm и двоструко јонизовани кисеоник на 500,7 nm. Слике су комбиноване као црвени, зелени и плави каналима, односно, иако су им праве боје црвена и зелена. Слика открива д "капе" мање јонизованог материјала на ивици маглине.

## Удаљеност
Удаљеност планетарних маглина као што је NGC 6543 је генерално веома непрецизна и није позната. Неко недавно посматрање NGC 6543 помоћу свемирског телескопа Хубла, предузиманих неколико година, осим израчунао је њене удаљеност помоћу мерења угаоне брзине ширења која је 3.457 милисекунди годишње. Под претпоставком линије видика брзине ширења од 16,4 километара · с-1, подразумева се да је удаљеност NGC 6543 1001 ± 269 парсека  (3 × 1019 m или 3300 светлосних година) од Земље. Неколико других референци на даљину, као што се наводи у SIMBAD-у у 2014. Стангелини, Л. (2008) каже да је удаљеност 1623 персека (5300 светлосних година).

## Старост
Угаона експанзија маглине се такође може користити за процену старости. Ако је шира при константној брзини од 10 милиарцсекунди годишње, онда би 1000 ± 260 година било потребно да се достигне пречник од 20 арцсекунди. Ово може бити горња граница старости, јер ће избачен материјал бити успорен када наиђе на материјал који је избачен из звезде у ранијим фазама своје еволуције и међузвездани медијум.

## Састав
Као и већина астрономских објеката  NGC 6543 се састоји углавном од водоника и хелијума, уз теже елемената присутним у малим количинама. Тачан састав се може одредити спектроскопским студијама. Обилност се углавном изражава у односу на водоник, који је најраспрострањенији елемент.
Различите студије обично налазе различите вредности за елементарно обиље. То је често због тога што су спектрографи везани за телескопе који не прикупља сво светло из предмета који се посматра, уместо да окупља светлост од прореза или од малог отвора бленде. Дакле, различита запажања могу испробати различите делове маглине.
Међутим, резултати за NGC 6543 широко се слажу да, у односу на водоник, хелијумско обиље је око 0,12, угљеник и азотно обиље су оба око 3 × 10-4 и обиље кисеоника је око 7 × 10-4. Ово су прилично типична обиља планетарних маглина, са угљеником, азотом и обиљем кисеоника која су већа од вредности које се налази у Сунцу. Због ефеката нуклеосинтезе обогатили су звездану атмосферу тешким елеменатима пре него што се избацују као планетарне маглине.
Дубоко спектроскопска анализа NGC 6543 може указивати да је маглина садржала малу количину материјала који је високо обогаћен тешким елеменатима; То се испод расправља.

## Кинематика и морфологија
Маглина мачије око је структурално веома сложена маглина и механизам или механизми који су довели до њене компликоване морфологије нису добро проучени. Централни светли део маглине састоји се од унутрашњег издуженог мехура (унутрашња елипса) напуњен врелим гасом. То је заузврат смештено у пар већих сферних мехурића спојених заједно у струку. Струка се посматра као друга већа елипса која лежи под правим углом у балону са врућим гасом.
Структура светлог дела маглине је првенствено узрокована интеракцијом брзог звезданог ветра који емитују централне звезде са избаченим материјалом током формирања маглине. Ова интеракција изазива емисију комсичких зрака горе поменутих. Звездани ветар, са брзином од чак 1900 km/s, је 'издубио' унутрашњи мехур маглине и упао је у мехур на оба краја.
Такође се сумња да централна звезда маглине може бити двојна или вишетрука звезда. Постојање кружно-стеларног диска, изазвано преносом масе између две компоненте система, може довести до поларних авиона, који би интереаговали са претходно избаченим материјалом. Временом, смер поларних авиона се мења због осцилације.
Изван светлог унутрашњег дела маглине, постоји низ концентричних прстенова,  избачених пре формирања планетарне маглине, док је звезда била на огранку асимптотског џина Херцшпрунг-Раселов дијаграма. Ови прстенови су веома добро распоређени, што сугерише да механизам, који је одговоран за њихово формирање, је оговоран за врло редовне интервале и за врло сличне брзине. Укупна маса прстенова је око 0,1 соларних маса. Пулсирање које је формирало прстење вероватно  је почело пре 15.000 година и престало пре око 1000 година, када је почело формирање светлог централног дела (види горе).
Даље се, велики, слаб ореол простире на великим удаљеностима од звезде. Хало поново претходи формирању главне маглине. Маса хало-а се процењује као 0.26-0.92 соларних маса.